# Шизополіс
Шизополіс, також відомий як «Шизополіс» Стівена Содерберга (англ. Schizopolis) — експериментальний комедійний фільм 1996 року з нелінійним оповіданням режисера Стівена Содерберга.

## Сюжет
Хоча фільм не має лінійного сюжету, існує скелетна структура, яка розповідає ту саму історію з трьох різних поглядів, розділених на три дії. На початку фільму Содерберг розмовляє з аудиторією як режисер Сесіль Блаунт Де Мілль у вступі до фільму«Десять заповідей» 1956 року. Він констатує: "Якщо ви виявите, що певні послідовності чи ідеї заплутаються, майте на увазі, що це вина ваша, а не наша. Вам потрібно буде передивитись картину знову і знову, поки ви все не зрозумієте ".

### Дія 1
Головний герой фільму — Флетчер Мансон (зіграний Содербергом), офісний працівник, який працює під керівництвом Теодора Азімут Швіттерс. Швіттерс очолює компанію з самодопомоги / релігії / способу життя, відомої як Eventualism, чітке посилання на письменника-фантаста Лафаєта Рональда Габбарда та саєнтологію. Глядачі бачать, як події розгортаються у вступному акті з точки зору Флетчера.

### Дія 2
Хоча другий акт починається як прямий перехід від першого, його події фактично розгортаються одночасно з попереднім актом.
Друга дія слідує за двійником Флетчера - доктором Джефрі Корчеком. Корчек - це консервативний стоматолог, якого в першому акті згадували один-два другорядні персонажі. Він завжди в біговому костюмі, хоча пробігає лише від своєї машини до дверей, куди б він не їхав.

### Дія 3
Фінальний акт бачимо з точки зору пані Мансон. Ми знову проходимо по сюжетній лінії і бачимо її досвід із зростаючим невдоволенням Флетчера, прихильністю доктора Корчека та щоденними обов'язками матусі. Дія випливає приблизно з тих самих подій, за винятком того, що Флетчер та його двійник розмовляють японською, італійською чи французькою мовами, причому культурний стереотип кожної національності відображає сприйняття чоловіків місіс Мансон.

### Титри
У фільму немає титрів ні на початку, ні в кінці. Чоловік, одягнений лише у чорну футболку, з’являється на початку та при завершенні фільму, показано, що його переслідують чоловіки у білих халатах над зеленим полем. Коли він з'являється вперше на його футболці написана назва фільму; в його останній появі написано "Кінець". В кінці фільму є єдиний кадр інформації про авторські права.

## У ролях
- Стівен Содерберг у ролі Флетчера Мансон / доктора Джеффрі Корчека
- Бетсі Брентлі у ролі пані Мансон / Приваблива жінка №2
- Девід Єнсен у ролі Елмо Кисень
- Майк Малоун у ролі Т. Азімут Швіттерс
- Едді Джемісон у ролі безіменна людина з нумерацією
- Скотт Аллен у ролі людини праворуч
- Кетрін Ланаса у ролі привабливої жінки №1
- Мері Содерберг у ролі жінки з доставки документів
- Тріп Гамільтона в ролі брата доктора Корчека
- Енн Гамільтон у ролі дружини Швіттерса
- Роджер Каменець у ролі кардіолога

## Виробництво
Зйомки Шизополісу тривали дев'ять місяців  починаючи з березня 1995 року, при бюджеті всього $250 000 доларів. Через бажання Содерберга зробити фільм простим, у багатьох людей були численні обов'язки (тобто Девід Єнсен, який грав Ельмо Кисня, ще був режисером кастингу та відповідальним за знімальному майданчику. Бетсі Брентлі, яка грає місіс Мансон, колишня дружина Стівена Содерберга в реальному житті. Сам Содерберг взяв на себе головну роль, замість того, щоб найняти професійного актора, частково тому, що, як він сказав: "Я просто не знав нікого, хто може зробити те, що я вимагаю - приїжджати і працювати безкоштовно протягом дев'яти місяців.
Содерберг почав зйомки без сценарію. Він просто писав ролі перед зйомками кожної сцени, а також допускав імпровізацію.

## Тлумачення
Запропоновано декілька інтерпретацій , які стверджують, що фільм вивчає певні теми. Однією з таких тем є відсутність спілкування: Маннсон та його дружина спілкуються шаблонними фразами, такими як "Загальне привітання!" і "Загальне привітання навзаєм!" Іншою темою є ідея соціальної стриманості проти внутрішньої думки: на похоронах Лестера Річардса священик починає промову: "Лестер Річардс мертвий, і ти не радий, що не так?" Інтерпретації, однак, сильно різняться, і оповідання іронізує про власну явну нестачу сенсу; в один момент посеред фільму на стовбурі дерева з'являється письмове повідомлення, що промовляє "РОЗШУКУЄТЬСЯ ІДЕЯ".

## Сприйняття
Прем'єра фільму відбулася на Каннському кінофестивалі як кіно сюрприз 18 травня 1996 року  де він був сприйнятий доволі погано. Це спонукало режисера додати коментарі при вступі та наприкінці як способу сигналізувати глядачам, що фільм "іронічний і егоцентричний". Шизополіс отримав обмежений театральний випуск, оскільки він вважався занадто дивним для загальної аудиторії.
Відгуки про фільм були неоднозначними; він отримав 61% позитивних відгуків на сайті Rotten Tomatoes .